# Tom Six
Tom Six (Alkmaar, Países Baixos, 29 de agosto de 1973) é um diretor, produtor e argumentista de filmes dos Países Baixos.

## Biografia
Começou sua carreira na televisão neerlandesa, sendo um dos primeiros diretores do programa de TV Big Brother. Em 2001, fundou juntamente com sua irmã, Ilona Six, a Six Entertainment Company e, em 2004, dirigiu seu primeiro filme para o cinema, Gay. Tornou-se internacionalmente conhecido em 2009 como o polêmico filme de terror The Human Centipede (First Sequence), premiado em festivais internacionais do gênero.[carece de fontes?] Em 2011, realizou a sequência desse filme, The Human Centipede II (Full Sequence), que foi banida da Grã-Bretanha por ser considerada extremamente violenta e obscena. Promete para 2013 a parte final da série, The Human Centipede III (Final Sequence) que, segundo o próprio Six, "Fará a parte 2 parecer um filme de Disney".

## Filmografia
- Gay: 2004
- Honeyz: 2007
- I Love Dries: 2008
- The Human Centipede (First Sequence): 2009
- The Human Centipede II (Full Sequence): 2011
- The Human Centipede III (Final Sequence): 2015
- The Onania Club: 2020[4][5]

## Prêmios e indicações
Austin Fantastic Fest
- Prêmio do Júri: The Human Centipede (First Sequence) (2009)[carece de fontes?]

 Screamfest
- Melhor filme: The Human Centipede (First Sequence) (2009)[carece de fontes?]

 Fangoria Chainsaw Awards
- Pior filme: The Human Centipede II (Full Sequence) (2012)[carece de fontes?]

## O banimento deThe Human Centipede II (Full Sequence)da Grã-Bretanha

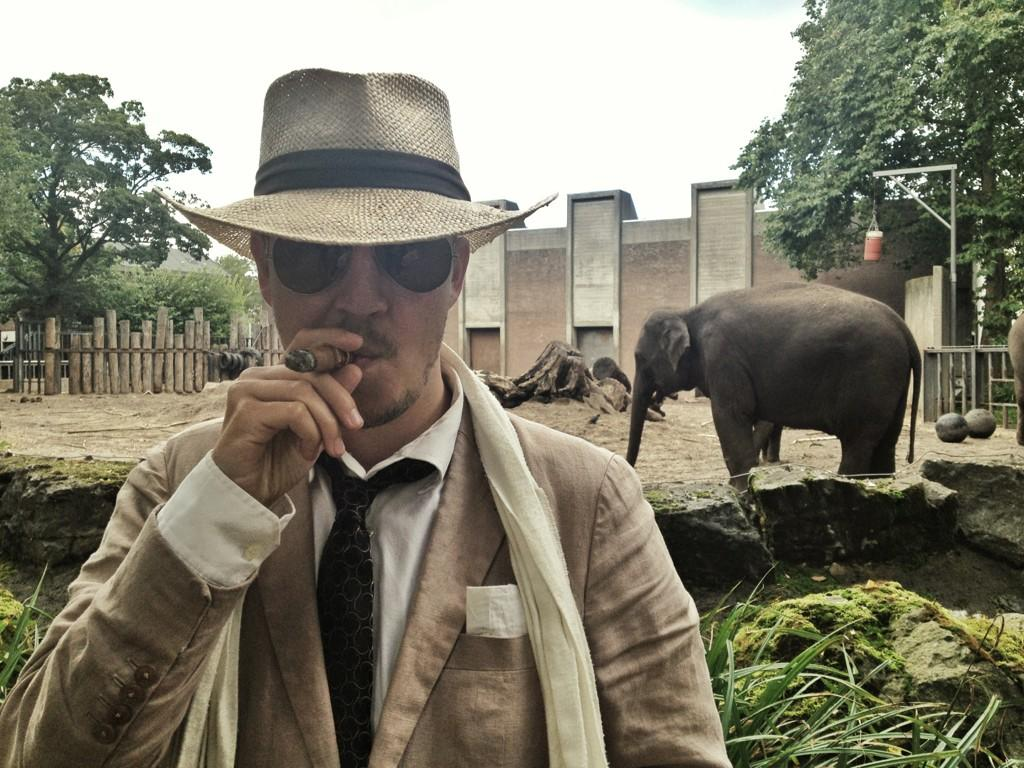
Tom Six em 2013

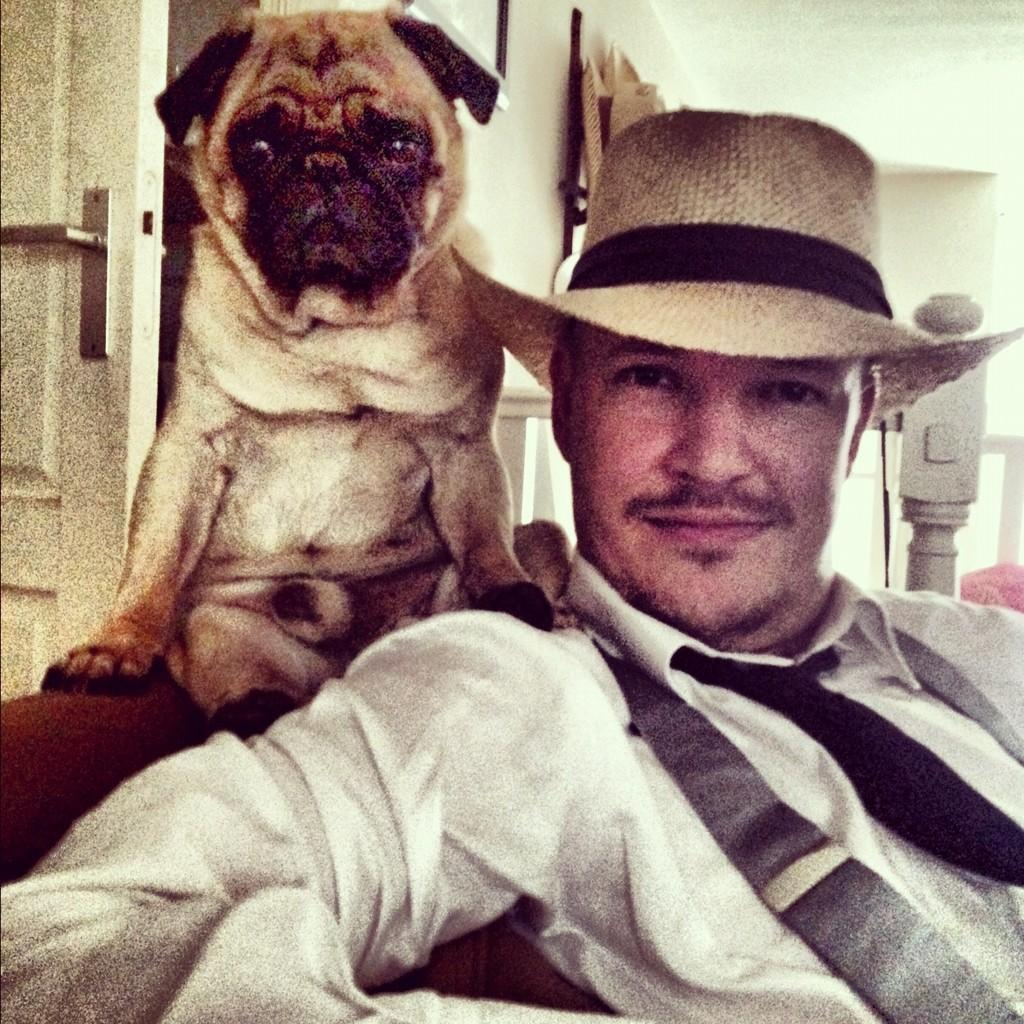
Tom Six em 2013

### O argumento da BBFC
A British Board of Film Classification (BBFC), órgão do governo britânico que faz a classificação etária de filmes, baniu o filme The Human Centipede II (Full Sequence) da Grã-Bretanha segundo o seguintes argumentos:
| “ | Diferente do primeiro filme, a sequência apresenta imagens gráficas de violência sexual, defecação forçada, e mutilação, e o espectador é convidado a testemunhar os eventos através da perspectiva do protagonista. Enquanto no primeiro filme a ideia da centopeia é apresentada como um revoltante experimento médico, com o foco nas vítimas tentando escapar, esta continuação apresenta a centopeia como o objeto das fantasias sexuais depravadas do protagonista. O foco principal de The Human Centipede II (Full Sequence) é o despertar sexual do personagem central num espetáculo total de degradação, humilhação, mutilação, tortura e assassinato de suas vítimas nuas. Um exemplo disso ocorre na cena inicial do filme quando ele se masturba enquanto assiste ao filme A Centopéia Humana (The Human Centipede (First Sequence)) com uma lixa presa ao pênis, e a sequência em que os membros da centopeia se vêem forçados a defecar sobre a boca dos outros. Há poucas tentativas de retratar qualquer uma das vítimas como algo além do que objetos a serem brutalizados, degradados e mutilados para a diversão do personagem central, ou para o prazer do público. Há uma ênfase na diferença entre excitação sexual e violência sexual e a clara associação entre dor, perversidade e prazer sexual. Na conclusão da censura, há uma apresentação explícita das fantasias sexuais obsessivas e violentas do personagem central que justifica a rejeição por mostrar um verdadeiro, em oposição ao fantástico, risco que pode causar em potenciais espectadores. | ” |

### A resposta de Tom Six
Tom Six deu a seguinte resposta à BBFC:
| “ | Obrigado BBFC por colocar spoilers do meu filme em seu site e obrigado por banir meu filme desse modo excepcional. Aparentemente eu fiz um filme de horror horrível, mas poderia ser um bom filme de horror se não fosse horrível? Meus queridos, este é um filme f@#$%! É tudo ficção. Não é real! É apenas um filme do tipo faz-de-conta ! É uma arte! Dê às pessoas a chance de assistir ou não a ele. Se as pessoas nao quiserem ou não gostarem, eles simplesmente não o verão. Se as pessoas gostam dos meus filmes, eles precisam ter a oportunidade de vê-lo em qualquer lugar no Reino Unido. | ” |

## The Human Centipede III (Final Sequence)

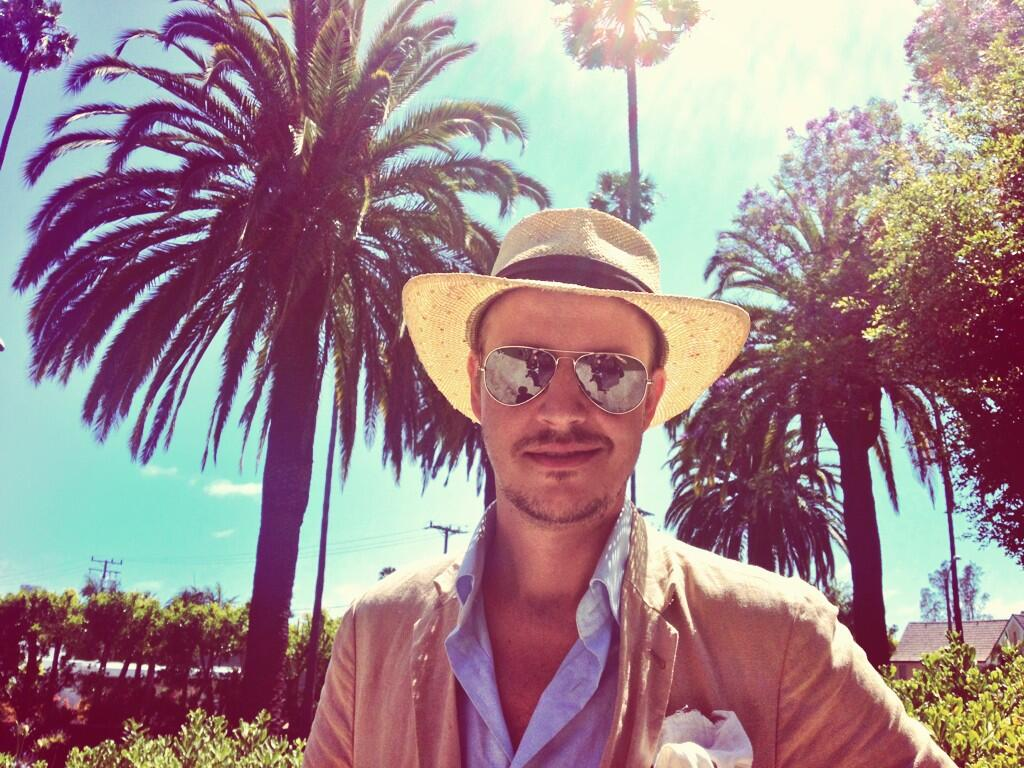
Tom Six 2009 na época do lançamento de The Human Centipede (First Sequence)

Em Agosto de 2011, Tom Six, em entrevista ao site de cinema DreadCentral, disse que o filme The Human Centipede III (Final Sequence) já estava em produção: "Nós vamos faze-lo totalmente nos EUA e será o meu favorito. Vai aborrecer um monte de gente". Six disse também que a terceira parte "Fará a parte 2 parecer um filme de Disney" e confirmou que este será o último filme da série. A previsão para lançamento é o ano de 2015. O primeiro nome do elenco confirmado é do ator DeWayne Quillen no papel de Marcus VonStein.[carece de fontes?]

## The Onania Club
Six está atualmente tentando distribuir o filme de terror psicológico satírico The Onania Club, originalmente previsto para 2017, mas depois adiado para 2019, e agora sem data de lançamento. Ele já havia comentado sobre o assunto, dizendo que "a grande arte leva tempo". De acordo com o site oficial da Six Entertainment Company, o filme foi finalizado em 2020. No entanto, em 2021, Six admitiu que houve problemas para lançá-lo depois que a distribuidora decidiu não fazê-lo, o que levou Six a pedir apoio aos fãs para liberá-lo.